# Argentina, El Bosque
Argentina är en ort i Mexiko.   Den ligger i kommunen El Bosque och delstaten Chiapas, i den sydöstra delen av landet, 700 km öster om huvudstaden Mexico City. Argentina ligger 1 115 meter över havet och antalet invånare är 156.
Terrängen runt Argentina är kuperad åt sydväst, men åt nordost är den bergig. Terrängen runt Argentina sluttar österut. Runt Argentina är det ganska tätbefolkat, med 86 invånare per kvadratkilometer. Närmaste större samhälle är Simojovel de Allende, 8,6 km nordost om Argentina. I omgivningarna runt Argentina växer i huvudsak städsegrön lövskog.